# Abacetus cribricollis
Abacetus cribricollis es una especie de escarabajo terrestre de la subfamilia Pterostichinae.  Fue descrito por Pierre François Marie Auguste Dejean en 1831. 